# Pyrgocyphosoma serpentinum
Pyrgocyphosoma serpentinum är en mångfotingart som beskrevs av Karl Wilhelm Verhoeff 1932. Pyrgocyphosoma serpentinum ingår i släktet Pyrgocyphosoma och familjen knöldubbelfotingar. Inga underarter finns listade i Catalogue of Life.